# Тоді у січні...
«Тоді у січні…» (рос. «Тогда в январе...») — радянський чорно-білий художній фільм 1967 року, знятий режисером Володимиром Храмовим на Центральному телебаченні СРСР.

## Сюжет
Телефільм повісті Віктора Богатирьова «Посилка». Оман — це цілющий корінь на зразок женьшеню. За кубанським повір'ям, викопаний у лісі під старий Новий рік, він лікує будь-яку хворобу. Діти з кубанського хутора Чорний Єрік дізнаються про хворобу керівника країни та вирішують йому допомогти.

## У ролях
- Віктор Кармалітов — Сімка, хлопчик із хутора Чорний Єрік
- Сергій Зінов'єв — хлопчик
- Вадим Захарченко — епізод
- Євген Буренков — епізод
- Віра Васильєва — епізод
- Зоя Федорова — епізод
- Євген Хасулін — хлопчик

## Знімальна група
- Режисер — Володимир Храмов
- Сценарист — Віктор Богатирьов
- Оператори — Євген Русаков, Юрій Журавльов
- Композитор — Михайло Марутаєв
- Художник — Іван Тартинський